# Kosta
Kosta (łac. costa, l. mn. costae) – element samczych narządów genitalnych u motyli.
Kosta to grzbietowa, brzeżna część samczych walw w ich nasadowym rejonie. Często jest zesklerotyzowana. Wyposażana może być w różnego rodzaju struktury i wyrostki.
U miernikowcowatych kosta często jest mocno zgrubiała i wyposażona w wyrostki, a może też być oddzielona od walwy i tworzyć osobne ramię jak u rodzaju Abraxas. Kosty wyodrębniają się także u części Gelechioidea. U piórolotkowatych kosta może tworzyć wyrostki, ale zdarza się to wyjątkowo.